# Fritz Imhoff
Fritz Imhoff, gebürtig Friedrich Arnold Heinrich Jeschke (* 6. Jänner 1891 in Wien, Österreich-Ungarn; † 24. Februar 1961 ebenda) war ein österreichischer Schauspieler, Operettensänger (Tenor) und Komiker.

## Leben

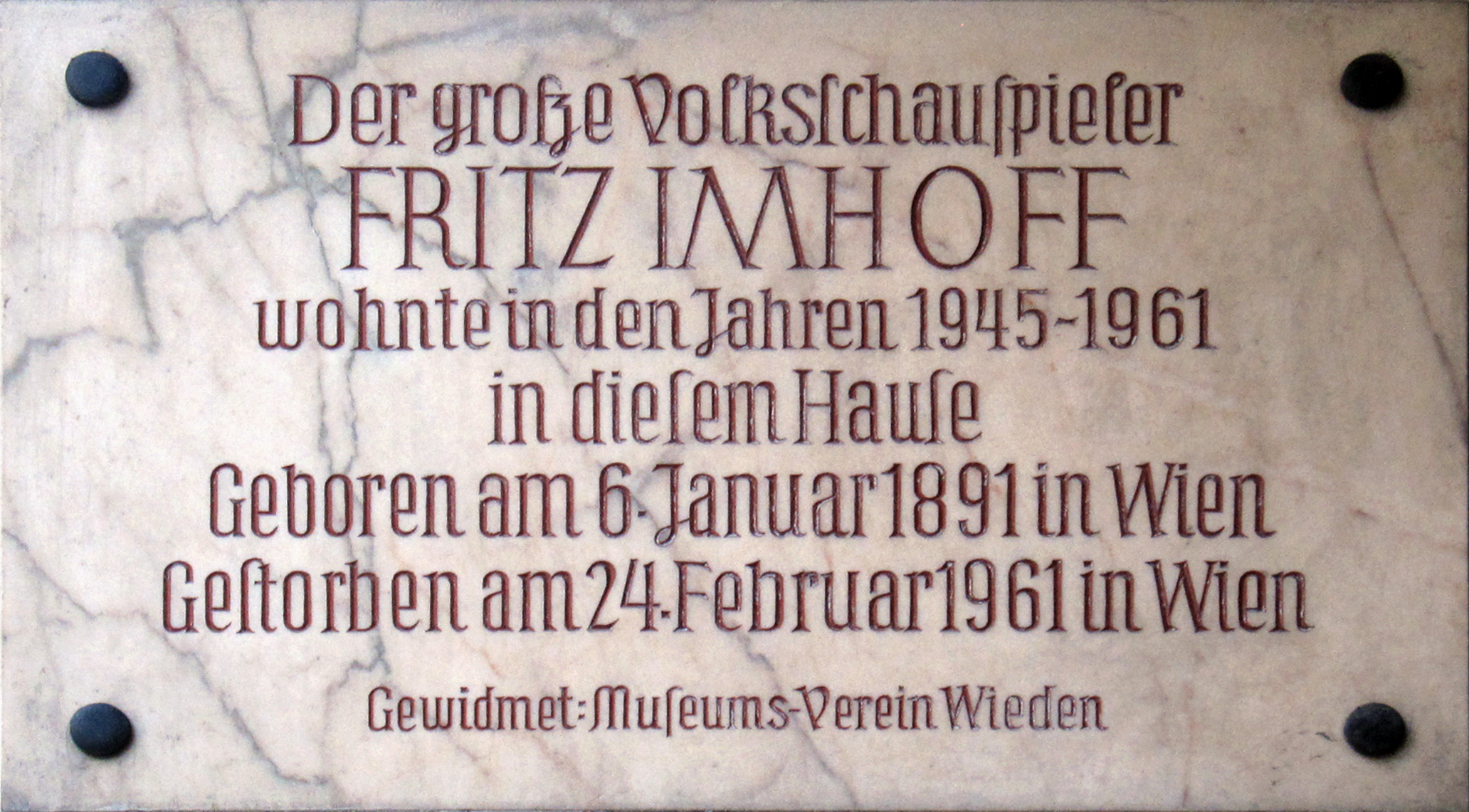
Gedenktafel am Habig-Hof in Wien-Wieden

Friedrich Jeschke war der Sohn von Karl Jeschke (* 1858), Oberbuchhalter in Wien-Alsergrund, und dessen Frau Ottilie (* 1866), Tochter des hannoveranischen Legationsrats Juan Gg. Lumée. Sein Bruder war der Wienerliedkomponist Ernst Arnold. Er besuchte die Handelsschule Weiss in Wien und absolvierte danach ein einjähriges Gesangsstudium bei Karl Streitmann (1858–1937). 1911 trat er sein erstes Engagement als Zweiter Operettentenor am Stadttheater von Troppau an. Weil er, vom Theaterleiter als talentlos erkannt, nur als Statist und Chorsänger fungieren durfte, kündigte er und ließ sich in der Operettenschule von Ludwig Gothov-Gruneke (1847–1921) ausbilden. Nach einjährigem Militärdienst bei den k.u.k. Ulanen gab er, nunmehr Fritz Imhoff, am 20. Dezember 1913 – bei sensationellem Premierenerfolg – sein Debüt in Baden bei Wien in der Operette Polenblut. 1916 kam er ans Stadttheater Brünn, 1918 ans Teplitz-Schönauer Sommertheater. Unter der Direktion Wilhelm Karczag (1857–1923) war er 1919–22 an den damals vereinigten Operettenbühnen des Raimundtheaters und des Theaters an der Wien tätig und trat gleichzeitig im Kabarett Die Hölle als Komiker auf. 1920–28 wirkte er im Johann-Strauß-Theater als Erster Operettenbuffo. Im Jahr 1928 wurde er am Theater an der Wien engagiert, in weiterer Folge trat er an fast allen Wiener Bühnen (ausgenommen Burgtheater sowie Akademietheater) auf, vor allem an der Volksoper, dem Raimundtheater, der Staatsoper, dem Bürgertheater, dem Theater in der Josefstadt, dem Carltheater und dem Stadttheater. 1928–29 zog er mit Hubert Marischka (1882–1959) in der Revue Alles aus Liebe auf einer Tournee durch Deutschland, Holland und die Schweiz. In der letzten Glanzzeit des Theaters an der Wien spielte er 1928–34 im Fach der Charakterkomik. Wichtige Rollen als Komiker hatte er an der Staatsoper in Land des Lächelns mit Richard Tauber (1891–1948) und am Stadttheater im Weißen Rößl. An der Volksoper spielte er 1934–38, wo die anfängliche Pleite der Operette Der gütige Antonius von Jara Beneš (1897–1949) durch seinen persönlichen Einsatz zur Erfolgsserie wurde. Seit 1931 trat er auch in der Revuebühne Femina auf. Er gab Gastspiele in Deutschland, England, Frankreich, Italien, Holland, in der Schweiz, der CSSR sowie in Ungarn.
Imhoff spielte ab 1933 in 173 Filmen mit. Dort verkörperte der rundliche Charakterkomiker mal grantelnde, mal gemütliche Figuren aller Art, und häufig gab er auch Gesangseinlagen. Er hatte mehr als 16.000 Bühnenauftritte, wirkte in 40 Fernsehstücken und 215 Radiosendungen mit. Imhoff stand 1944 in der Gottbegnadeten-Liste des Reichsministeriums für Volksaufklärung und Propaganda.
1938–44 war Fritz Imhoff am Raimundtheater in Wien tätig, von 1945 bis 1948 als Direktor des Hauses. An der Wiener Scala spielte er in dem antifaschistischen Volksstück Der Bockerer mit großartigem Erfolg und bewährte sich damit als Menschengestalter auch im ernsten Fach. In der Nachkriegszeit war Imhoff in Wien am Volkstheater, Bürgertheater, an den Kammerspielen, am Simpl, am Kolosseum (Wien-Alsergrund, Nußdorfer Straße 4), an der Löwinger-Bühne, am Raimundtheater sowie am Theater in der Josefstadt engagiert. 1951–59 gab er bei den Salzburger Festspielen den Dicken Vetter im Jedermann. 1959–61 war er ständiges Mitglied des Theaters in der Josefstadt.

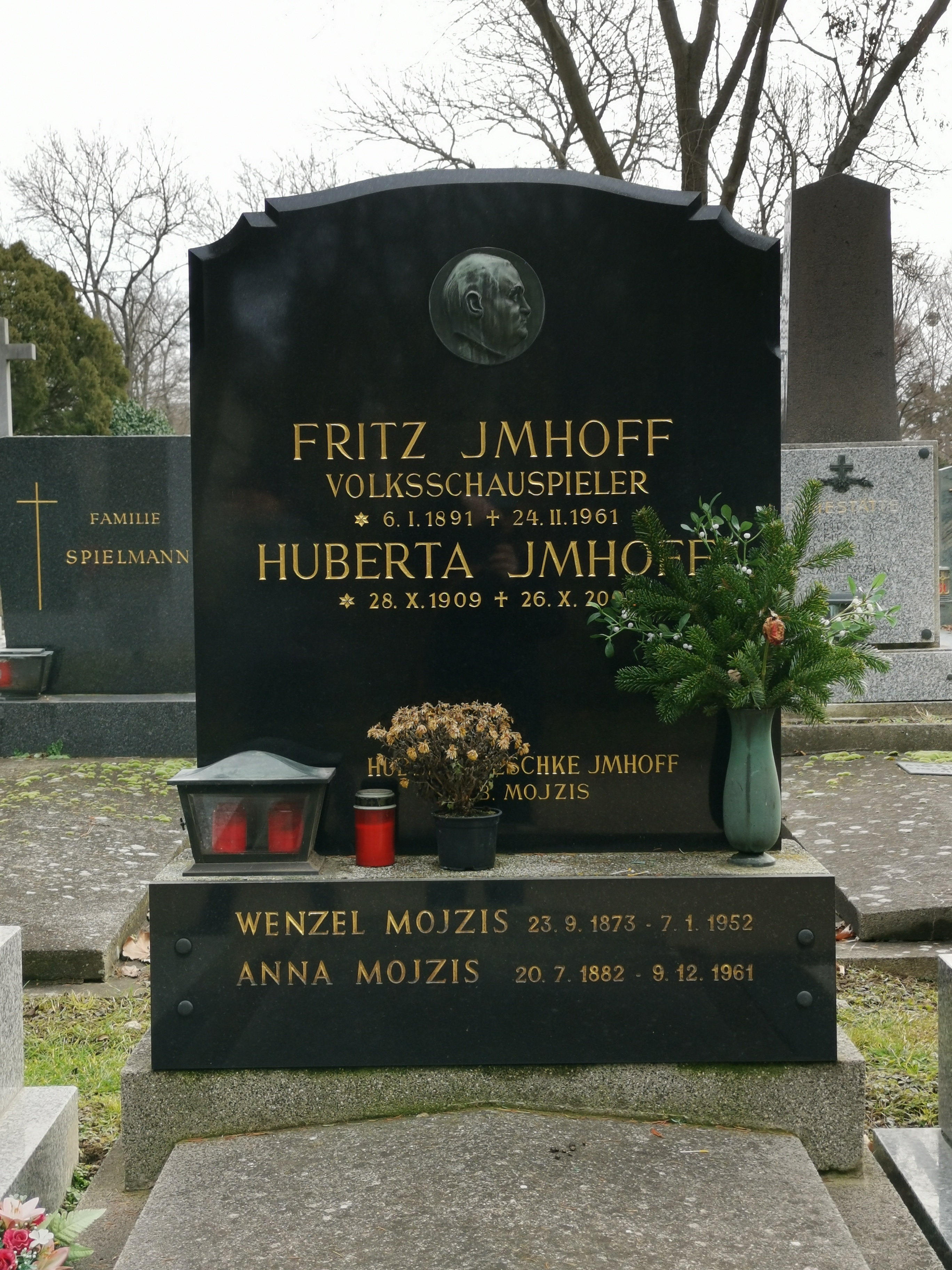
Grabstätte

In den Abendstunden des 24. Februar 1961 verstarb Fritz Imhoff im Alter von 70 Jahren im Wiener Rudolfinerhaus an Gallenblasenkrebs. Sein ehrenhalber gewidmetes Grab befindet sich auf dem Wiener Zentralfriedhof (33A-1-30).
Fritz Imhoff war seit 1931 mit der Schauspielerin Huberta Mojzis (1909–2002) verheiratet. Die Ehe blieb kinderlos. – Er wohnte von 1945 bis zu seinem Tod im Habig-Hof an der Wiedner Hauptstraße; eine Gedenktafel am Eingang erinnert an ihn. Der Fritz-Imhoff-Park im 6. Wiener Gemeindebezirk wurde nach ihm benannt.
Der Künstlername „Imhoff“ rührt angeblich daher, dass Friedrich Jeschkes Vater zur Mitteilung seines Sohnes, Schauspieler werden zu wollen, gesagt haben soll: „Was? Im Theater willst spielen? Im Hof kannst spielen!“

## Filmografie
- 1921: Der Klub der Dicken
- 1921: Villa Daheim!
- 1933: Die Tochter des Regiments
- 1934: Frühjahrsparade
- 1934: Maskerade
- 1934: Nocturno
- 1934: Salto in die Seligkeit
- 1934: Die Töchter Ihrer Exzellenz
- 1934: Vorstadtvarieté
- 1935: Alles für die Firma
- 1935: Es flüstert die Liebe
- 1935: Eva
- 1935: Die Fahrt in die Jugend
- 1935: Henker, Frauen und Soldaten
- 1935: Ich liebe alle Frauen
- 1935: Im weißen Rößl
- 1935: Der Kosak und die Nachtigall
- 1935: Letzte Liebe
- 1935: Episode
- 1936: Katharina die Letzte
- 1936: Die Leuchter des Kaisers
- 1936: Lumpacivagabundus
- 1936: Im Sonnenschein (Opernring)
- 1936: Der Postillon von Lonjumeau
- 1936: Die Puppenfee
- 1936: Rendezvous in Wien
- 1936: Silhouetten
- 1936: Wo die Lerche singt
- 1937: Ich möcht’ so gern mit Dir allein sein (Millionäre)
- 1937: Musik für dich
- 1937: Romanze
- 1937: Zauber der Bohème
- 1938: Rote Rosen – blaue Adria
- 1938: Kleines Bezirksgericht
- 1939: Hotel Sacher
- 1939: Leinen aus Irland
- 1939: Liebe streng verboten
- 1939: Mutterliebe
- 1939: Unsterblicher Walzer
- 1940: Wiener G’schichten
- 1941: Liebe ist zollfrei
- 1941: Wir bitten zum Tanz
- 1942: Die heimliche Gräfin
- 1942: Wen die Götter lieben
- 1942: Wiener Blut
- 1943: Reisebekanntschaft
- 1943: Schwarz auf Weiß
- 1943: Der weiße Traum
- 1943: Zwei glückliche Menschen
- 1943/47: Am Ende der Welt
- 1944: Schrammeln
- 1944/48: Ein Mann gehört ins Haus
- 1944/49: Wiener Mädeln
- 1944/49: Wie ein Dieb in der Nacht
- 1946: Praterbuben
- 1947: Singende Engel
- 1947: Wiener Melodien
- 1948: Der Herr Kanzleirat
- 1948: Der himmlische Walzer
- 1948: Kleine Melodie aus Wien
- 1948: Der Leberfleck
- 1948: The Mozart Story
- 1949: Höllische Liebe
- 1950: Cordula
- 1950: Gruß und Kuß aus der Wachau
- 1950: Jetzt schlägt’s 13 (Es schlägt 13)
- 1950: Das vierte Gebot
- 1951: Kleiner Peter, große Sorgen (Stadtpark)
- 1951: Der alte Sünder
- 1951: Die Dubarry
- 1951: Ruf aus dem Äther
- 1951: Tanz ins Glück
- 1951: Verklungenes Wien
- 1951: Schwindel im Dreivierteltakt
- 1951: Wien tanzt
- 1952: 1. April 2000
- 1952: Das kann jedem passieren
- 1952: Saison in Salzburg
- 1952: Knall und Fall als Hochstapler
- 1952: Hannerl
- 1953: Du bist die Welt für mich
- 1953: Einmal keine Sorgen haben
- 1953: Der Feldherrnhügel
- 1953: Franz Schubert – Ein Leben in zwei Sätzen
- 1953: Im Krug zum grünen Kranze (Die 5 Karnickel)
- 1953: Heute nacht passiert’s
- 1953: Der Verschwender
- 1953: Fiakermilli – Liebling von Wien (Die Fiakermilli)
- 1953: Lavendel – eine ganz unmoralische Geschichte (Lavendel)
- 1954: Große Star-Parade
- 1954: König der Manege
- 1955: Die Deutschmeister
- 1955: Drei Männer im Schnee
- 1955: Die Drei von der Tankstelle
- 1955: Zwei Herzen und ein Thron
- 1956: …und wer küßt mich? (Ein Herz und eine Seele)
- 1956: Lumpazivagabundus
- 1956: Meine Tante, deine Tante
- 1956: Das Liebesleben des schönen Franz
- 1957: Das Schloß in Tirol
- 1958: Wenn die Bombe platzt
- 1958: Liebe, Mädchen und Soldaten
- 1959: Gitarren klingen leise durch die Nacht
- 1959: Auf allen Straßen
- 1960: Der brave Soldat Schwejk